# Aquarela Brasileira
 Aquarela Brasileira é um samba-enredo composto por Silas de Oliveira para o Império Serrano em 1964.
 A escola apresentou este samba no desfile deste ano e também em 2004, quando fez uma reedição do enredo.
O samba é uma homenagem ao clássico da Música Popular Brasileira, Aquarela do Brasil, de Ary Barroso, exaltando o Brasil, contando em versos a respeito das regiões geográficas, a a arquitetura tradicional e moderna, as lendas e costumes das diferentes culturas dos povos que compõem a nação.
Parte da região Norte do Brasil, caracterizando a extração da borracha na bacia amazônica; em seguida continua sua expedição pelo Nordeste do Brasil, das dunas do Ceará, às festas do interior de Pernambuco e Bahia, de seus costumes e religião. A chegada a Brasília, região Centro-Oeste do Brasil, recém-inaugurada à época, marca a mudança para a modernidade, culminando com São Paulo que, na divisão política de então, pertencia à região Sul do Brasil e Rio de Janeiro, onde o samba encerra sua jornada, representando a região Sudeste do Brasil.
Embora seja uma das Jóias da Coroa do Samba, o samba-enredo Aquarela Brasileira, só pontuou em quarto lugar em 64 e em nono no ano 2004, em seu quadragésimo aniversário.
Segundo os cronistas do Carnaval carioca, a notícia da morte de Ary Barroso, chegou a Avenida Presidente Vargas quando a escola se preparava para começar seu desfile, o que teria tirado o ânimo dos componentes, justificando o quarto lugar.
Em 2004, o Império Serrano ganhou o Estandarte de Ouro, de Melhor Escola e Melhor samba-enredo, na reedição de Aquarela Brasileira.

Essa musica levou esse nome "Aquarela Brasileira" em homenagem a outra musica "Aquarela do Brasil" as canções receberam este nome porque foi composta em um noite de 1939 na qual Barroso foi impedido de sair de casa devido a uma forte tempestade.Naquela mesma noite,tambem compos "Tres Lagrimas" antes que a chuva acabasse.